# Multitech MPF-1/65
Multitech MPF-1/65 (MPF-1/65) је био кућни рачунар фирме Multitech који је почео да се производи у Тајвану од 1984. године.
Користио је MOS Technology 6502 као микропроцесор. RAM меморија рачунара је имала капацитет од 64 KB. 

## Детаљни подаци
Детаљнији подаци о рачунару MPF-1/65 су дати у табели испод.
|                       |                                           |
| [ 1 ]                 |                                           |
| Произвођач            |                                           |
| Тип                   | кућни рачунар                             |
| Меморија              | 64 KB                                     |
| Поријекло             | Тајван                                    |
| Година                | 1984                                      |
| Тастатура             | тастатура као код калкулатора, 49 тастера |
| Процесор              |                                           |
| Фреквенција процесора |                                           |
| RAM                   | 64 KB                                     |
| ROM                   | 16 KB                                     |
| Текст                 | 24 x 40                                   |
| Графика               | нема                                      |
| Боја                  | нема                                      |
| Звук                  | да, уграђени звучник                      |
| Димензије             | непознато                                 |
| Портови               |                                           |
| Оперативни систем     |                                           |